# Свети Георги (Гърко поле)
Вижте пояснителната страница за други значения на Свети Георги.
„Свети Георги“ (на македонска литературна норма: „Свети Ѓорѓи“) е православна църква край охридското село Гърко поле, Северна Македония, част от Охридското архиерейско наместничество на Дебърско-Кичевската епархия на Македонската православна църква – Охридска архиепископия. Църквата се намира на рид, който се издига североизточно от селото. „Свети Георги“ е главната селска църква.

## Галерия
- Фреските в горния дял на църквата
- Исус Христос в църквата
- Иконостасът в църквата